# إبراهيم أبو سالم
إبراهيم سعيد حسن أبو سالم (أبو إسحاق) نائب في المجلس التشريعي الفلسطيني، وأستاذ أكاديمي فلسطيني، وداعية إسلامي.

## حياته
ولد في سبتمبر 1948 بمنطقة العروب في محافظة الخليل، لعائلة فلسطينية مُهجَّرة من قرية السدرة في قضاء الرملة. درس المرحلة الأساسية في مدرسة الأمير حسن في بلدة بيرزيت، والمرحلة الثانوية في المعهد العلمي الإسلامي في القدس، وحصل منه على الثانوية العامة في الفرعين الأدبي والشرعي في 1967، ونال درجة البكالوريوس في الشريعة من كلية الشريعة في عَمان في 1971، ودرجة الماجستير في الفقه والتشريع من جامعة الأزهر في القاهرة في 1981، ودرجة الدكتوراه في الفقه الإسلامي المقارن من جامعة الجنان في طرابلس، لبنان.
عمل سابقاً في مدينة عمان وضواحيها، ثم عاد إلى فلسطين، وعيِّن واعظًا لمدينة نابلس، فكان أول واعظ جامعي في الضفة الغربية. بعدها انتقل للدراسة في جامعة الأزهر، وعاد من القاهرة بعد استقراره فيها لمدة عام، وانتقل من عمله في الأوقاف إلى التدريس في كلية الدعوة وأصول الدين بجامعة القدس. وهو يقيم في قرية بيرنبالا شمال القدس.

## تعليمه
حاصل علي درجة بكالوريوس الشريعة الإسلامية من كلية الشريعة في الجامعة الأردنية عام 1971. وأكمل دراسته في كلية الشريعة في جامعة الأزهر في مصر قسم الفقه والتشريع، وناقش رسالة الماجستير متفرغًا في عام 1981 عن (الإمام الحسن البصري)، وحصل على الشهادة بتقدير «ممتاز». ثم حصل على درجة الدكتوراه عن رسالته «الفقه الإسلامي المقارن» من جامعة الجنان في طرابلس، لبنان.

## نشاطه السياسي
انضم لجماعة الإخوان المسلمين خلال دراسته للبكالوريوس في الأردن، ويعد أحد قادتها التاريخيين في فلسطين، وهو من جيل المؤسسين في حركة حماس، وكان ضمن قيادة الحركة في محافظة رام الله والبيرة خلال الانتفاضة الفلسطينية الأولى. فاز في الانتخابات التشريعية عن قائمة التغيير والإصلاح التابعة لحركة حماس عام 2006 في دائرة القدس وضواحيها. وهو من معارضي اتفاقية أوسلو.

## اعتقاله
اعتقله سلطات الاحتلال الإسرائيلية أول مرة في 1986 وكان أول محكوم إداري من الحركة الإسلامية لمدة ثلاث شهور، حيث قبع في سجن الجنيد في نابلس بتهمة النشاط في حركة الإخوان المسلمين. واعتُقل أيضًا في عام 1989 خمسة شهور بتهمة العمل في حركة حماس. وقد اعتُقل عدة مرات في السجون الإسرائيلية فاعتقل في 1993، وأفرج عنه في 1994، واعتقل مجدداً في 1995 كمحكوم إداري لفترة 5 شهور، وجُدد اعتقاله عدة فترات، كما اعتقل في 1999. ثم اختطف في 29 يونيو 2006 وأفرج عنه في 6 يوليو 2009. كذلك اعتقله أمن السلطة الفلسطينية في 2019 بعد شهر من حل المجلس التششريعي.

## إبعاده إلى مرج الزهور
أبعدته السلطات الإسرائيلية في 1992 إلى مرج الزهور في لبنان ليمضي هناك عام ناقش خلالها رسالة الدكتوراه في جامعة الجنان طرابلس «الفقه الإسلامي المقارن».

## مؤلفاته
وضع عدة مؤلفات في الفقه الإسلامي، منها:
- «دراسات في التوراة»
- «الهدية العظمى لكل حريص مبتلى»
- «أحكام أصحاب العاهات في العبادات»
- «همسات للأسرة المسلمة».

## وصلات خارجية
- النائب الدكتور إبراهيم سعيد حسن أبو سالم - موقع كتلة التغيير والإصلاح